# Гандер (аэропорт)
Международный аэропорт Гандер (англ. Gander International Airport) — канадский аэропорт, расположенный в Гандере в провинции Ньюфаундленд и Лабрадор.

## История
В 1930-е годы возрос интерес к трансатлантическим полётам, авиакомпании были заинтересованы в рейсах между Америкой и Европой. В 1935 году принимается решение построить аэропорт возле озера Гандер. Выбор места был обусловлен близостью железной дороги и нахождением на кратчайшем пути между Лондоном и Нью-Йорком.
Аэропорт Ньюфаундленда заработал в 1938 году, на тот момент это был крупнейший на планете аэропорт. В январе 1938 года здесь приземлился  первый самолёт, De Havilland Fox Moth (VO-ADE) английской авиакомпании Imperial Airways.
В 1941 году аэропорт стал называться Гандер.

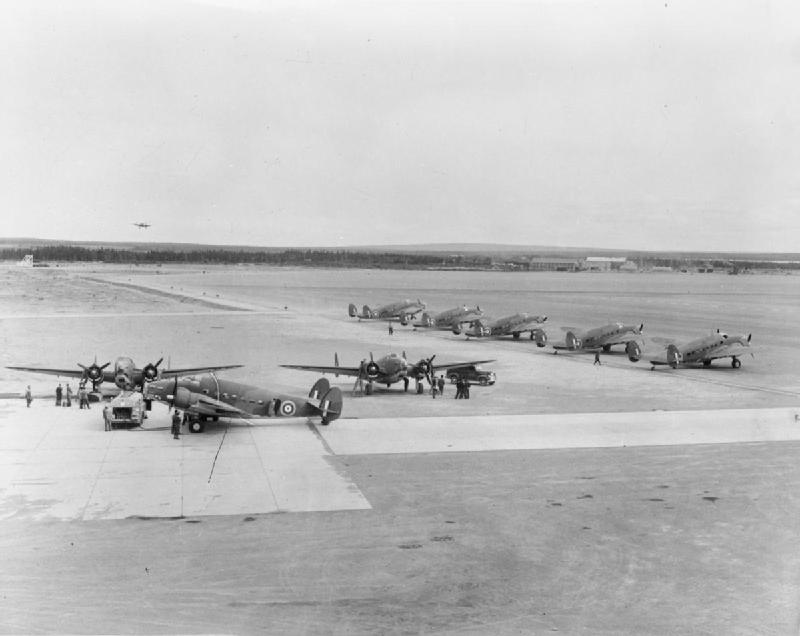
Самолёты Lockheed Hudson, готовятся к полёту через Атлантику (1941—1943)

К 1945 году аэродром включал четыре взлетно-посадочные полосы, сотни зданий, таких как казармы, ангары и больницы. Так же он был оборудован самой современной системой связи.
Во время Второй мировой войны аэропорт Гандера сыграл решающую роль как перевалочный пункт для самолётов, следующих из Северной Америки в Великобританию.
В конце 1945 года авиакомпании Pan-American World Airways, Trans World Airlines, Trans Canada Airlines и British Overseas Airways Corporation начали регулярные перевозки через аэропорт Гандера, а к 1950 году аэропорт стал одним из самых загруженных международных аэропортов в мире.
Однако в 1960-е, когда появилась возможность совершать беспосадочные полёты через Атлантический океан, перевозчики сократили число рейсов через Гандер.
В 1980-е аэропорт использовался на рейсах между Кубой и восточной Европой, в том числе между Кубой и Москвой.
11 сентября 2001 года после террористических актов аэропорт принял 38 самолётов с 6700 пассажирами на борту.

## Авиакомпании и направления
Большая часть рейсов в аэропорту — это рейсы военных и частных самолётов. Из пассажирских авиакомпаний рейсы выполняют Air Canada, WestJet, Sunwing Airlines и PAL Airlines.

## Характеристики

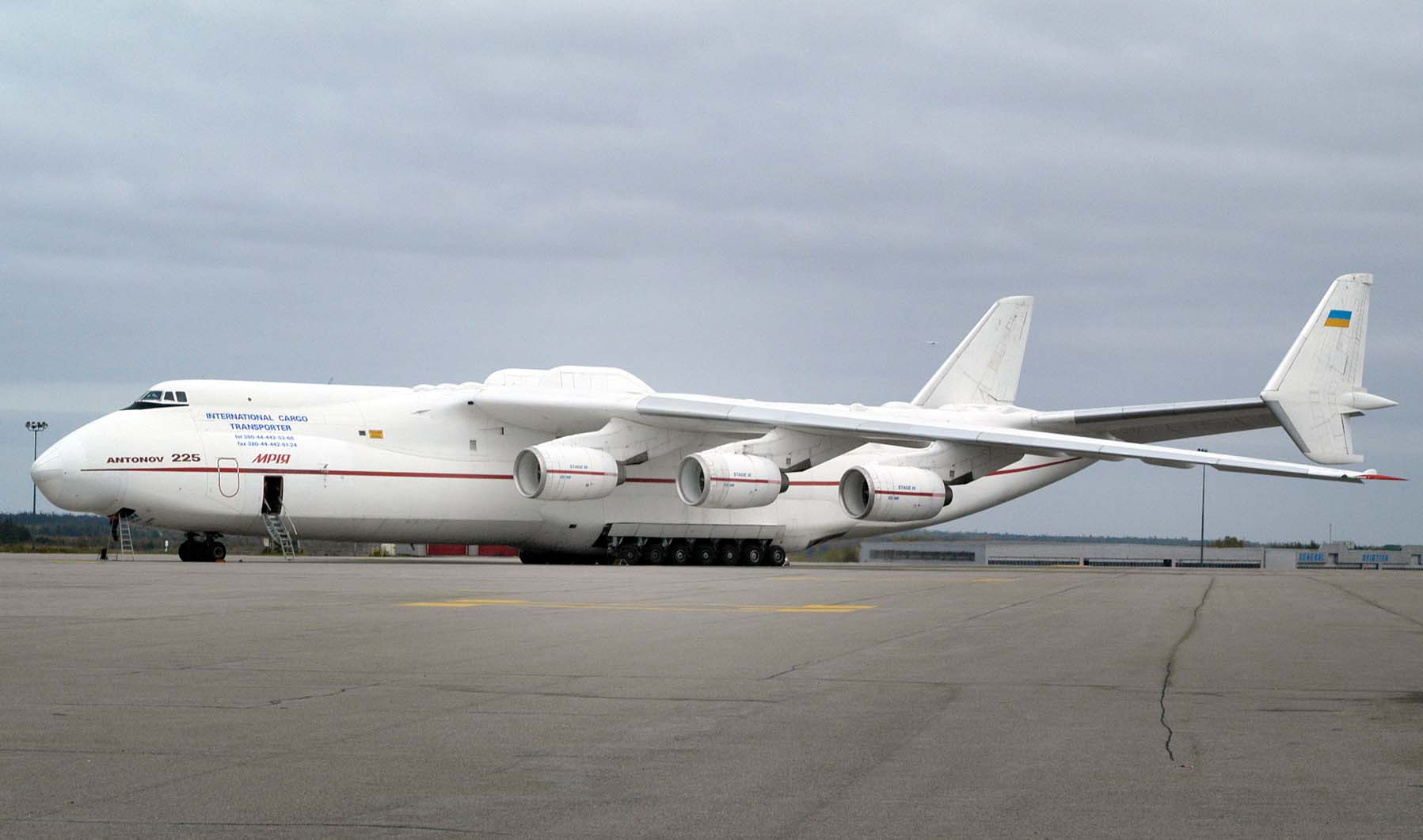
Ан-225 в аэропорту Гандер

В аэропорту расположена одна из крупнейших взлётно-посадочных полос Канады. Её реконструкция проходила в 2018 году.
Аэропорт способен принимать любые самолёты, в том числе Airbus A380 и Ан-225.